# Économie de la culture en France
 (janvier 2007).
La France est considérée comme un pays de grande tradition culturelle. Son secteur culturel est constitué d'institutions qui, pour certaines sont anciennes. Ainsi en est-il par exemple de l'Opéra de Paris qui descend en droite ligne de l'Académie royale de musique fondée sous l'Ancien Régime.

## Données
En 1991, les industries culturelles contribuaient au PIB français pour 19,58 milliards de francs.
En 1992, elles employaient 66 157 personnes, pour une population active culturelle de 283 163 personnes. Le caractère reproductible du livre, du disque, des œuvres cinématographiques, confère aux industries culturelles un visage plus familier pour l'économie classique que celui du marché de l'art ou du spectacle vivant. Il explique également leur vulnérabilité au piratage.
Le vendeur bénéficie du caractère industriel de la distribution sans perdre la prime due au fait que l'œuvre et l'artiste ne sont pas substituables. La contradiction de la logique créatrice, faite d'innovation et de richesse de l'offre, et des exigences de la production et de la diffusion de masse est cependant flagrante. Les grandes surfaces, en éliminant disquaires et libraires de centre-ville, privent de diffusion les œuvres les plus difficiles : en 1992, les disquaires indépendants ne représentaient que 9 % des ventes, contre 32 % pour les hypermarchés, et 28 % pour la FNAC et Virgin. Du fait de la mondialisation de la consommation culturelle, la singularité culturelle des peuples est en péril. Les produits télévisuels américains, amortis sur un vaste marché, peuvent être cédés à bas prix aux télévisions européennes, et à plus bas prix encore à celles du tiers-monde, ce qui ne favorise guère l'emploi des artistes locaux. Herscovici estime que le prix d'un téléfilm américain peut être ainsi divisé par deux cents.
Les plus grandes firmes, note Françoise Benhamou, tentent d'éviter les risques liés à l'innovation et à la multiplicité des produits offerts en se concentrant sur les produits et les artistes les moins risqués, et en définissant des stratégies promotionnelles très lourdes. En surinvestissant dans la promotion afin d'éliminer les risques, on accroît cependant ipso facto le risque financier, remarque-t-elle. Aux États-Unis, l'édition a voulu réaliser un taux de profit comparable à celui des autres secteurs de l'économie marchande, cela afin de satisfaire les actionnaires. En conséquence, elle a appliqué aux œuvres les critères de la consommation de masse, sacrifiant les livres les plus valables littérairement, avec un succès économique mitigé.
En 2018, 692 900 personnes (dont 1/3 d'indépendants à comparer aux 12% d'indépendant de la population active générale) travaillent dans ce secteur (2,6% de la population active), principalement dans le livre et la presse (19%), les arts visuels (15%) et  l’audiovisuel (15%).
En 2019, le poids économique direct du secteur (valeur ajoutée de l’ensemble des branches culturelles) était estimée par l'Etat à 
49,2 milliards d’euros, soit 2,3 % de l'Economie, un poids stable depuis 2013. On note néanmoins un recul des branches du livre et plus encore de la presse, alors que l’audiovisuel qui domine la part marchande de la culture (28 % de la valeur ajoutée de l’ensemble 
des branches culturelles), les arts visuels et le patrimoine se portent bien. En valeur marchande, le spectacle vivant correspond à 15% de tout le secteur culturel et il dépasse pour la 1ère fois celui de la presse et du livre (14 %).

## Oligopole tempéré et concentration
La structure qu'Alain Herscovici appelle « oligopoles avec frange » peut s'expliquer par des considérations voisines. Des firmes plus petites servent de vivier pour les plus grosses et assument les risques. Elles visent un public plus restreint et bénéficient d'un phénomène de niche. Elles peuvent amortir des œuvres moins liées à la mode et au battage médiatique sur un temps plus long. Cependant, en faisant tourner très vite les produits qui ne rencontrent pas un succès suffisant, une firme minimisera les risques tout en tenant compte de l'imprévisibilité du succès populaire, qu'aucune recette ne permet vraiment de supprimer. On multiplie alors les tentatives de lancement de nouveautés. 525 films ont été distribués en France en 1999 (394 en 1997). En 1956, écrit F. Benhamou, un film faisait 50 % de ses recettes en trois mois, et 75 % en une année. Aujourd'hui, il tiendra l'affiche deux semaines en cas d'échec, un mois à deux mois sinon. La vidéo, qui  représente désormais un chiffre d'affaires supérieur aux entrées en salles, lui offrira cependant une seconde chance.
L'autonomie des petites unités est fragile. Elles dépendent des majors pour la distribution, et se voient souvent rachetées. Cela permet à un grand groupe d'enrichir son catalogue sans risques, note Benhamou. L'entreprise rachetée peut souvent conserver une politique propre, qui lui permet de continuer à innover. Deux maisons dominent l'édition en France, Hachette et le Groupe de la Cité. Elles assurent la moitié du chiffre d'affaires du secteur. La situation est tout à fait comparable pour le disque, mais à une autre échelle : les cinq majors (EMI-Virgin, AOL-Time Warner, Universal-Vivendi, Bertelsmann et Sony) représentent plus de 90 % du chiffre d'affaires mondial (96,37 % du chiffre d'affaires français en 2000). Elles occupent, grâce à leurs filiales, tous les secteurs musicaux, à commencer par celui de la variété américaine. Dans les pays européens, la part de la variété nationale est pourtant en progression (en 2000, 56,6 % du chiffre d'affaires français contre 54 % en 1999). En France, en 1999, le disque n'était qu'au deuxième rang des industries culturelles, après le livre (11,7 milliards de francs de chiffre d'affaires contre 25 milliards), et devant les salles de cinéma (5,3 milliards).
La concentration de la distribution et de la diffusion des films de cinéma contraste avec la fragilité des sociétés de production, dont beaucoup sont désormais des filiales de chaînes TV. C'est que le secteur est de plus en plus dominé, du moins en Europe, par les débouchés et les financements télévisuels. Le cinéma italien leur doit même sa survie. En France, la production de quelque 150 films en 1999 (soit 3,5 milliards de francs d'investissements, financés à 40 % par les chaînes de TV) s'expliquerait surtout par les besoins des chaînes thématiques en programmes. La salle traditionnelle fait place aux salles multiples et aux complexes. Extrêmement lourds à amortir, ils induisent une politique de programmation grand public. Le secteur culturel est fortement pénétré par des groupes venus d'autres horizons, en particulier les fabricants de matériels multimédia (Sony) et les gestionnaires de réseaux.